# Bergshamra (gmina Norrtälje)
Bergshamra – miejscowość (tätort) w Szwecji, w regionie administracyjnym (län) Sztokholm, w gminie Norrtälje.
Według danych Szwedzkiego Urzędu Statystycznego liczba ludności wyniosła: 572 (31 grudnia 2015), 604 (31 grudnia 2018) i 617 (31 grudnia 2019).